# Arinsal

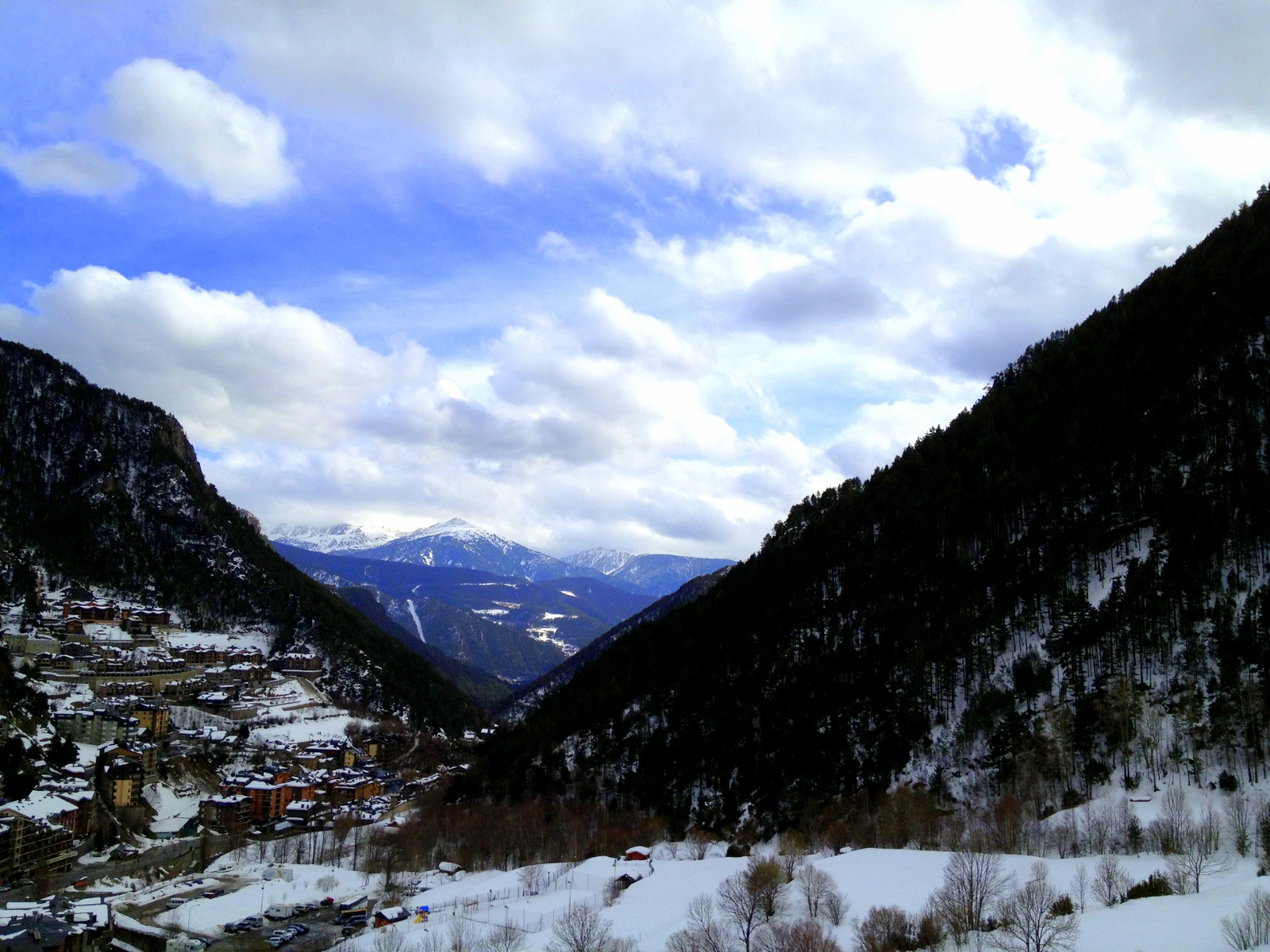
Blick auf Arinsal (2013)

Arinsal ist ein Dorf in der Gemeinde La Massana in Andorra, das auf einer Höhe zwischen 1550 und 2560 Metern liegt. Es liegt in der Nähe der Grenze zu Spanien bei Tor, Pallars. Im Sommer ist Arinsal bei Wanderern und Bikern sowie von solchen, die sich einfach nur in der Berglandschaft entspannen wollen, beliebt. Im Winter bietet es Ski- und Snowboardfahren für Anfänger sowie eine gute Auswahl an Pisten für Fortgeschrittene. Bei der Volkszählung 2024 hatte es 2185 Einwohner.

## Überblick
Die ersten Skilifte wurden 1973 von Josep Serra in Arinsal installiert, aber das Skigebiet wurde bald darauf vom La Massana übernommen. In den folgenden Jahren wurden die Skigebiete Pal und Ordino-Arcalis entwickelt. Im Jahr 2001 wurden die Orte Pal und Arinsal erstmals durch eine Seilbahn miteinander verbunden und 2004 entstand das Gebiet Vallnord mit drei Skigebieten: Arinsal, Pal und Ordino-Arcalis. Man kann alle mit dem  Vallnord-Skipass befahren.
In den Sommermonaten verwandelt sich das Skigebiet in Arinsal in den Vallnord Bike Park. Es ist eines der größten Bike-Resorts in Südeuropa. Die Downhill-Strecken im Bikepark Vallnord decken ein breites Spektrum an Terrain ab und bieten verschiedene Möglichkeiten. Die Schwierigkeit der Abfahrten gliedert sich in 2 leichte Abfahrten, 6 mittlere Abfahrten, 7 schwierige und 2 sehr schwierige Abfahrten.

## Radsport
Im Jahr 2023 fand erstmals eine Zielankunft der Vuelta a España in Arinsal statt. Der Zielstrich befand sich beim Arinsal Ski Resort auf einer Höhe von 1914 Metern. Der Schlussanstieg begann im Zentrum von La Massana und wies auf einer Länge von 9 Kilometern eine durchschnittliche Steigung von rund 7,5 % auf. Im oberen Bereich des Anstiegs wurden Kilometerschnitte von über 10 % erreicht. Im Ziel wurdebeine Bergwertung der 1. Kategorie abgenommen. Den Etappensieg sicherte sich der Belgier Remco Evenepoel, der zugleich die Gesamtführung übernahm.
| Jahr | Etappe    | Bergwertung  | Fahrer          |
| ---- | --------- | ------------ | --------------- |
| 2023 | 3. Etappe | 1. Kategorie | Remco Evenepoel |